# Copa Heineken 1995-96
La Copa de Campeones Europeos de Rugby 1995–96 fue la 1.ª edición de la máxima competición continental. Se disputó desde el 31 de octubre de 1995 al 7 de enero de 1996. La final se jugó en el Estadio Cardiff Arms Park de Reino Unido y el Stade Toulousain se coronó campeón de Europa.

## Desarrollo
Doce fueron los equipos participantes, divididos en 4 grupos de 3, para afrontar la primera fase de la competición, la fase de grupos. Tras las 3 jornadas correspondientes a esta primera fase, los primeros de cada grupo disputaron las semifinales, a partido único, y la final. 
Participaron en esta 1.ª edición del torneo 3 equipos franceses, 3 irlandeses, 3 galeses, 2 italianos, 1 rumano y ningún equipo inglés ni escocés.
Los 4 equipos que se clasificaron para semifinales fueron Toulouse, Leinster, Cardiff y Swansea, colocados en este orden según la mayor cantidad de puntos conseguidos o anotados. Toulouse y Leinster jugaron las semifinales como locales. La final se disputó el 7 de enero de 1996 en el estadio Arms Park de Cardiff ante 21.800, y tuvo que resolverse en el tiempo extra. El jugador galés Adrian Davies, del Cardiff RFC, acabó como máximo anotador del torneo con 58 puntos. El ranking de anotadores de tries acabó con 12 jugadores empatados con 2.

## Fase de grupos
| \| GRUPO 1 \| |                     |     |    |     |     |     |  |  |  |  |  |  |  |  |
|               | Equipo              | Pts | PJ | Gan | Emp | Per |  |  |  |  |  |  |  |  |
| 1             | Stade Toulousain    | 4   | 2  | 2   | 0   | 0   |  |  |  |  |  |  |  |  |
| 2             | Benetton Treviso    | 2   | 2  | 1   | 0   | 1   |  |  |  |  |  |  |  |  |
| 3             | RCJ Farul Constanța | 0   | 2  | 0   | 0   | 2   |  |  |  |  |  |  |  |  |
|               |                     |     |    |     |     |     |  |  |  |  |  |  |  |  |
| GRUPO 1       |                     |     |    |     |     |     |  |  |  |  |  |  |  |  |

| GRUPO 1 |

| Jornada | _____Local_____ | Resultado | ___Visitante___ |
| ------- | --------------- | --------- | --------------- |
| 1       | Farul           | 10-54     | Toulouse        |
| 2       | Benetton        | 86-8      | Farul           |
| 3       | Toulouse        | 18-9      | Benetton        |

| \| GRUPO 2 \| |                 |     |    |     |     |     |  |  |  |  |  |  |  |  |
|               | Equipo          | Pts | PJ | Gan | Emp | Per |  |  |  |  |  |  |  |  |
| 1             | Cardiff RFC     | 3   | 2  | 1   | 1   | 0   |  |  |  |  |  |  |  |  |
| 2             | Bordeaux-Bègles | 3   | 2  | 1   | 1   | 0   |  |  |  |  |  |  |  |  |
| 3             | Ulster Rugby    | 0   | 2  | 0   | 0   | 2   |  |  |  |  |  |  |  |  |
|               |                 |     |    |     |     |     |  |  |  |  |  |  |  |  |
| GRUPO 2       |                 |     |    |     |     |     |  |  |  |  |  |  |  |  |

| GRUPO 2 |

| Jornada | _____Local_____ | Resultado | ___Visitante___ |
| ------- | --------------- | --------- | --------------- |
| 1       | Begles          | 14-14     | Cardiff         |
| 2       | Cardiff         | 46-6      | Ulster          |
| 3       | Ulster          | 16-29     | Begles          |

| \| GRUPO 3 \| |                |     |    |     |     |     |  |  |  |  |  |  |  |  |
|               | Equipo         | Pts | PJ | Gan | Emp | Per |  |  |  |  |  |  |  |  |
| 1             | Leinster Rugby | 4   | 2  | 2   | 0   | 0   |  |  |  |  |  |  |  |  |
| 2             | Pontypridd RFC | 2   | 2  | 1   | 0   | 1   |  |  |  |  |  |  |  |  |
| 3             | Amatori Milano | 0   | 2  | 0   | 0   | 2   |  |  |  |  |  |  |  |  |
|               |                |     |    |     |     |     |  |  |  |  |  |  |  |  |
| GRUPO 3       |                |     |    |     |     |     |  |  |  |  |  |  |  |  |

| GRUPO 3 |

| Jornada | _____Local_____ | Resultado | ___Visitante___ |
| ------- | --------------- | --------- | --------------- |
| 1       | Amatori Milano  | 21-24     | Leinster        |
| 2       | Pontypridd      | 31-12     | Amatori Milano  |
| 3       | Leinster        | 23-22     | Pontypridd      |

| \| GRUPO 4 \| |                   |     |    |     |     |     |  |  |  |  |  |  |  |  |
|               | Equipo            | Pts | PJ | Gan | Emp | Per |  |  |  |  |  |  |  |  |
| 1             | Swansea RFC       | 2   | 2  | 1   | 0   | 1   |  |  |  |  |  |  |  |  |
| 2             | Munster Rugby     | 2   | 2  | 1   | 0   | 1   |  |  |  |  |  |  |  |  |
| 3             | Castres Olympique | 2   | 2  | 1   | 0   | 1   |  |  |  |  |  |  |  |  |
|               |                   |     |    |     |     |     |  |  |  |  |  |  |  |  |
| GRUPO 4       |                   |     |    |     |     |     |  |  |  |  |  |  |  |  |

| GRUPO 4 |

| Jornada | _____Local_____ | Resultado | ___Visitante___ |
| ------- | --------------- | --------- | --------------- |
| 1       | Munster         | 17-13     | Swansea         |
| 2       | Castres         | 19-12     | Munster         |
| 3       | Swansea         | 22-10     | Castres         |

## Fase final

### Semifinales
| 30 de diciembre de 1995 | Leinster Rugby                | 14 – 23 | Cardiff RFC                                                               | Lansdowne Road, Dublín,                                                |                                                                        |
|                         | Tries Pim Penales McGowan (3) |         | Tries Hall Taylor Conversiones (2) Davies Penal Davies Drops Davies Moore | Asistencia: 7.350 espectadores Árbitro(s): Brian Campsall (Inglaterra) | Asistencia: 7.350 espectadores Árbitro(s): Brian Campsall (Inglaterra) |

| 30 de diciembre de 1995 | Stade Toulousain                                                              | 30 – 3 | Swansea RFC    | Estadio Ernest-Wallon, Toulouse,                                  |                                                                   |
|                         | Tries Artiguste Manent Try penal Conversiones Deylaud (3) Penales Deylaud (3) |        | Penal Williams | Asistencia: 10.000 espectadores Árbitro(s): Jim Fleming (Escocia) | Asistencia: 10.000 espectadores Árbitro(s): Jim Fleming (Escocia) |

### Final
| 7 de enero de 1996 | Cardiff RFC        | 18 – 21 | Stade Toulousain                                                           | Cardiff Arms Park, Cardiff,                                        |                                                                    |
|                    | Penales Davies (6) |         | Tries Castaignède Cazalbou Conversión Penales (2) Deylaud Drop Castaignède | Asistencia: 21.800 espectadores Árbitro(s): David McHugh (Irlanda) | Asistencia: 21.800 espectadores Árbitro(s): David McHugh (Irlanda) |

|                                    |
| Campeón Stade Toulousain 1° Título |